# Sheryl Lee Ralph
Sheryl Lee Ralph (Waterbury (Connecticut), 30 december 1956) is een Amerikaanse actrice, filmregisseuse, filmproducente, scenarioschrijfster en zangeres.

## Biografie
Ralph werd geboren in Waterbury (Connecticut), met een Afro-Amerikaanse vader en een Jamaicaanse moeder, en groeide op in Mandeville (Jamaica) en Long Island (New York). Zij doorliep de high school aan de Uniondale High School in Uniondale (New York), waar zij in 1972 haar diploma haalde. Hierna studeerde zij op negentienjarige leeftijd af aan de Rutgers-universiteit in New Jersey, waarmee zij de jongste vrouw was die afstudeerde aan deze universiteit. In datzelfde jaar stond zij in de top tien van studentes in Glamour. Zij begon als studente geneeskunde, maar na het moeten werken met kadavers besefte zij dat dit niets voor haar was en stapte zij over naar podiumkunsten waarin zij afstudeerde.
Ralph begon in 1977 met acteren in de film A Piece of the Action, waarna zij nog meerdere rollen speelde in films en televisieseries. 
Uit een huwelijk dat duurde van 1990 tot en met 2001 heeft Ralph twee kinderen. Sinds 2005 is zij getrouwd met senator Vincent Hughes van de staat Pennsylvania.
In 2025 kreeg Ralph een ster op de Hollywood Walk of Fame.

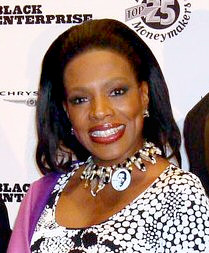
Sheryl lee Ralph
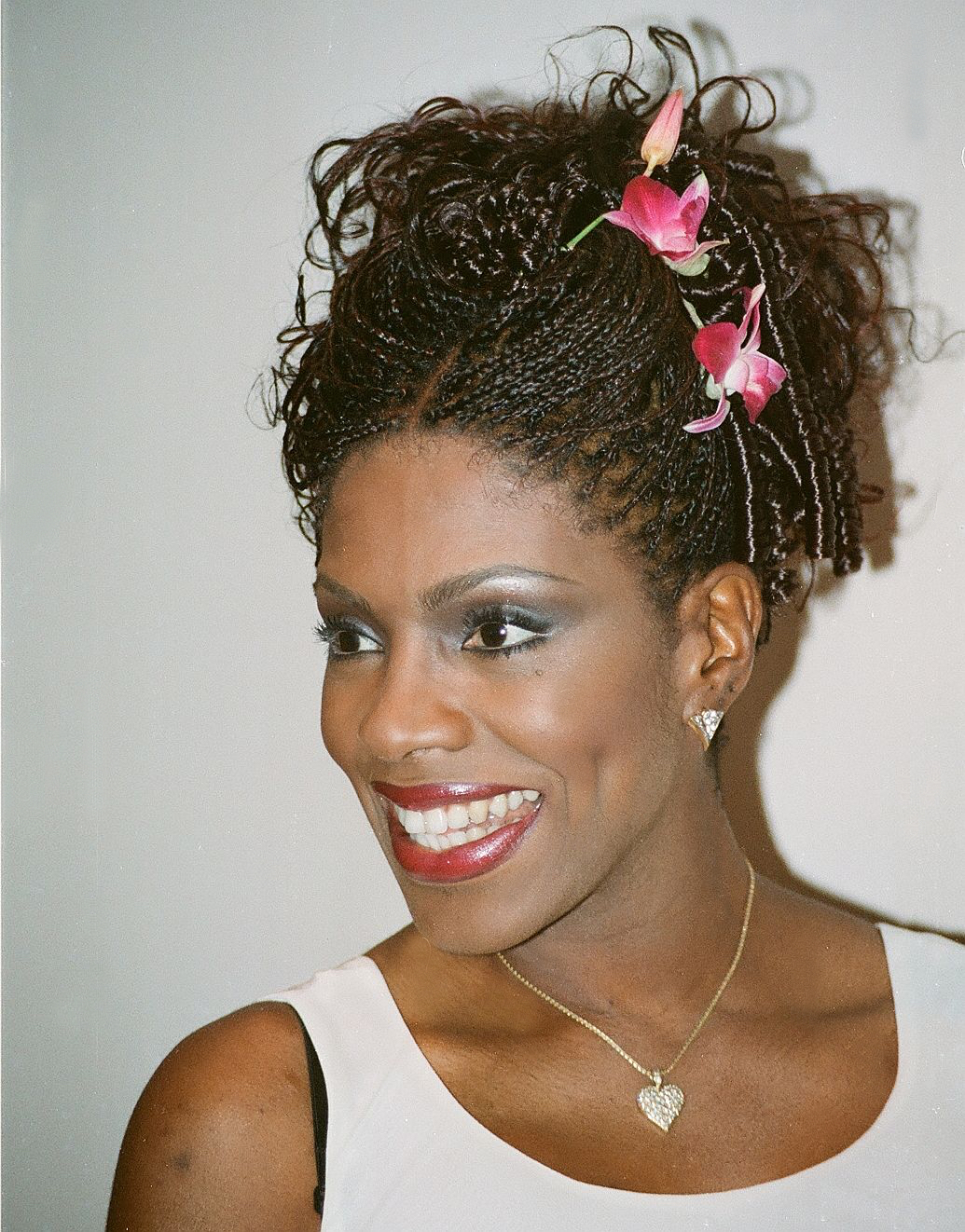
Sheryl lee Ralph in 1997

## Filmografie

### Films
Uitgezonderd korte films.
- 2023 The Young Wife - als ??
- 2021 Christmas in My Heart - als Ruthie Sampson
- 2020 Christmas Comes Twice - als miss Nelson
- 2020 The Comeback Trail - als Bess Jones
- 2020 Fashionably Yours - als Janet
- 2019 Christmas Hotel - als Marnie
- 2018 No Sleep 'Til Christmas - als mrs. Wright
- 2018 Step Sisters - als Yvonne Bishop
- 2017 Christmas at Holly Lodge - als Nadine
- 2017 Just Getting Started - als Roberta
- 2016 Crushed - als Bella Black
- 2012 Christmas in Compton – als Abuta
- 2010 Blessed and Cursed – als Lady Wright
- 2010 The Cost of Heaven – als Paulette
- 2010 Pastor Jones: The Complete First Season – als moeder Kelly
- 2007 Frankie D – als mama
- 2007 Odicie – als tante Amy
- 2004 Kink in My Hair – als Novelette
- 2002 Baby of the Family – als mamie
- 2001 The Jennie Project – als dr. Pamela Prentiss
- 2000 Lost in the Pershing Point Hotel – als verpleegster
- 1999 Unconditional Love – als Linda Cray
- 1999 Deterrence – als Gayle Redford
- 1999 Personals – als Chantal
- 1998 The Easter Story Keepers – als Risa (stem)
- 1997 Jamaica Beat – als Sylvia Jones
- 1996 Bogus – als Ruth Clark
- 1996 Lover's Knot – als Charlotte
- 1995 White Man's Burden – als Roberta
- 1994 Witch Hunt – als Hypolyta Kropotkin
- 1994 The Flintstones – als mrs. Pyrite
- 1993 Sister Act 2: Back in the Habit – als Florence Watson
- 1993 No Child of Mine – als Marjorie Duncan
- 1992 The Distinguished Gentleman – als Miss Loretta
- 1992 Mistress – als Beverly
- 1991 The Gambler Returns: The Luck of the Draw – als Miss Rosalee
- 1990 To Sleep with Anger – als Linda
- 1989 Skin Deep – als receptioniste
- 1989 The Mighty Quinn – als Lola Quinn
- 1988 Oliver & Co. – als Rita (stem)
- 1987 Sister Margaret and the Saturday Night Ladies – als Corelle
- 1986 Pros & Cons – als Roberta
- 1982 The Neighborhood – als Doris Campbell
- 1978 The Krofft Comedy Hour – als diverse karakters
- 1977 A Piece of the Action – als Barbara Hanley

### Televisieseries
Uitgezonderd eenmalige gastrollen.
- 2021-2023 Abbott Elementary - als Barbara Howard - 30 afl.
- 2020-2022 Motherland: Fort Salem - als president Kelly Wade - 9 afl.
- 2013-2020 Ray Donovan – als Claudette – 10 afl.
- 2011-2019 Young Justice - als Amanda Waller (stem) - 2 afl.
- 2017-2019 MacGyver - als Mama Colton - 3 afl.
- 2019 Fam - als Rose - 13 afl.
- 2018 Claws - als Matilde - 5 afl.
- 2018 The Quad - als Ula Pettiway - 3 afl.
- 2017 One Mississippi - als Felicia Hollingsworth - 5 afl.
- 2016 Criminal Minds - als Hayden Montgomery - 2 afl.
- 2013-2015 Instant Mom – als Maggie Turner – 65 afl.
- 2014 See Dad Run - als Vanessa - 2 afl.
- 2014 One Love - als Carolyn Winters - 8 afl.
- 2013 JD Lawrence's Community Service – als Carolyn – 3 afl.
- 2006 ER – als Gloria Gallant – 2 afl.
- 2005 Barbershop – als Claire – 4 afl.
- 2002-2003 Static Shock – als Trina Jessup – 2 afl.
- 1996-2001 Moesha – als Dee Mitchell – 112 afl.
- 2000-2001 The District – als inspecteur Dee Banks – 4 afl.
- 1995 Street Gear – als Sarah Davis – 13 afl.
- 1993-1994 George – als Maggie Foster – 9 afl.
- 1992-1993 Designing Women – als Etienne Toussaint Bouvier – 6 afl.
- 1990 Falcon Crest – als Mooshy Tucker – 2 afl.
- 1990 New Attitude – als Vicki St. James – 8 afl.
- 1986-1989 It's a Living – als Ginger St. James – 71 afl.
- 1985 Code Name: Foxfire – als Maggie Bryan – 3 afl.
- 1983-1984 Search for Tomorrow – als Laura McCarthy - ? afl.

### Filmregisseuse
- 2020 BET Her Presents: The Waiting Room - televisieserie - 1 afl.
- 2019 Diva Defined - televisieserie
- 2016 Call Me Madame: Backstage at 'Wicked' with Sheryl Lee Ralph - televisieserie - 4 afl.
- 2001 The Parkers - televisieserie - 1 afl.
- 2000 Race Card - korte film
- 1998 Secrets - korte film

### Filmproducente
- 2020 30th Annual DIVAS Simply Singing! Concert & Telethon - tv-special
- 2019 First Day Back - korte film
- 2017 H.E.I.R. - televisieserie
- 2015 The Last Laugh - documentaire
- 2014 Hideous - korte film
- 2011 Kiss and Tell: The History of Black Romance in Movie - documentaire
- 2010 Blessed and Cursed - film
- 1998 Secrets - korte film

### Scenarioschrijfster
- 2016 Call Me Madame: Backstage at 'Wicked' with Sheryl Lee Ralph - televisieserie - 2 afl.
- 2000 Race Card - korte film
- 1998 Secrets - korte film

## TheaterwerkBroadway
- 2003-heden Wicked - als Madame Morrible (understudy)
- 2002-2004 Thoroughly Modern Millie – als Muzzy Van Hossmere
- 1981-1985 Dreamgirls – als Deena Jones
- 1980 Reggae – als Faith

## Discografie

### Album
- 1984 In the Evening

Nummers:
- 1.	You're So Romantic (4:38)
- 2.	In the Evening (3:50)
- 3.	Give Me Love (3:34)
- 4.	Evolution (4:02)
- 5.	Back to Being in Love (3:01)
- 6.	Be Somebody (3:35)
- 7.	I'm Your Kind of Girl (3:55)
- 8.	B.A.B.Y. (3:15)
- 9.	Ready or Not (3:46)
- 10.	I'm So Glad That We Met (3:56)

### Singles
- 1983 When I First Saw You
- 1984 In the Evening (1984 Top 40 nr16)
- 1985 You're So Romantic
- 1996 In the Evening
- 1998 Evolution
- 1999 Here comes the rain again (cover)

- Biblioteca Nacional de España: XX1733094
- Gemeinsame Normdatei: 134491513
- International Standard Name Identifier: 0000 0001 1461 3949
- Library of Congress Control Number: n94031128
- MusicBrainz: fe167e5c-2c02-4123-b1d9-f6d13aedf783
- SNAC: w6475bn1
- Virtual International Authority File: 58305076
- WorldCat: E39PBJdWJbjg6jWyq469dWK8G3